# Pająki Bułgarii
Pająki Bułgarii, araneofauna Bułgarii – ogół taksonów pajęczaków z rzędu pająków, których występowanie stwierdzono na terytorium Bułgarii.
Do 2024 roku na terenie Bułgarii stwierdzono 1108 gatunków pająków z 46 rodzin.

## Infrarząd:ptaszniki(Mygalomorphae)

### Gryzielowate(Atypidae)
Z Bułgarii wykazano:
- Atypus affinis – gryziel zachodni
- Atypus muralis – gryziel stepowy
- Atypus piceus – gryziel tapetnik

### Nemesiidae
Z Bułgarii wykazano:
- Brachythele denieri
- Brachythele langourovi
- Brachythele rhodopensis
- Nemesia caementaria
- Nemesia coheni

## Infrarząd:pająki wyższe(Araneomorphae)

### Aksamitnikowate(Clubionidae)
Z Bułgarii wykazano:
- Clubiona alpicola
- Clubiona brevipes
- Clubiona caerulescens
- Clubiona comta – aksamitnik jodełkowany
- Clubiona corticalis – aksamitnik korowy
- Clubiona diversa
- Clubiona frisia
- Clubiona frutetorum
- Clubiona germanica
- Clubiona juvenis
- Clubiona lutescens – aksamitnik żółtawy
- Clubiona marmorata
- Clubiona mykolai
- Clubiona neglecta
- Clubiona pallidula
- Clubiona phragmitis – aksamitnik trzcinowy
- Clubiona pseudoneglecta
- Clubiona reclusa – aksamitnik pustelnik
- Clubiona saxatilis
- Clubiona similis
- Clubiona subsultans – aksamitnik gładki
- Clubiona subtilis – aksamitnik mszaczek
- Clubiona terrestris – aksamitnik podkorowy
- Clubiona trivialis
- Porrhoclubiona genevensis
- Porrhoclubiona leucaspis
- Porrhoclubiona vegeta

### Anapidae
Z Bułgarii wykazano:
- Zangherella relicta

### Cicurinidae
Z Bułgarii wykazano:
- Brommella falcigera
- Cicurina cicur

### Ciemieńcowate(Dictynidae)
Z Bułgarii wykazano:
- Altella lucida
- Archaeodictyna ammophila
- Archaeodictyna consecuta
- Argenna patula
- Argenna subnigra
- Argyroneta aquatica
- Brigittea civica
- Brigittea latens
- Brigittea vicina
- Dictyna arundinacea – ciemieniec zwyczajny
- Dictyna major – ciemieniec większy
- Dictyna pusilla
- Dictyna uncinata
- Emblyna brevidens
- Lathys humilis
- Lathys spasskyi
- Lathys stigmatisata
- Marilynia bicolor
- Nigma flavescens – liściak purpurowy
- Nigma puella
- Nigma walckenaeri – liściak zielony
- Scotolathys simplex

### Czyhakowate(Segestriidae)
Z Bułgarii wykazano:
- Segestria bavarica
- Segestria florentina
- Segestria senoculata – czyhak sześciooki

### Darownikowate(Pisauridae)
Z Bułgarii wykazano:
- Dolomedes plantarius – bagnik nadwodny
- Pisaura mirabilis – darownik przedziwny
- Pisaura novicia

### Filistatidae
Z Bułgarii wykazano:
- Filistata insidiatrix
- Pritha parva
- Pritha vestita

### Hahniidae
Z Bułgarii wykazano:
- Antistea elegans
- Hahnia nava
- Hahnia ononidum
- Hahnia pusilla
- Hahniharmia picta
- Iberina candida
- Iberina difficilis

### Klejnotnikowate(Theridiosomatidae)
Z Bułgarii wykazano:
- Theridiosoma gemmosum

### Koliściakowate(Uloboridae)
Z Bułgarii wykazano:
- Hyptiotes flavidus
- Hyptiotes paradoxus
- Uloborus plumipes
- Uloborus walckenaerius – koliściak włochaty

### Komórczakowate(Dysderidae)
Z Bułgarii wykazano:
- Dasumia amoena
- Dasumia canestrinii
- Dasumia kusceri
- Dysdera adriatica
- Dysdera crocata  –  komórczak okazały
- Dysdera enguriensis
- Dysdera hungarica
- Dysdera kollari
- Dysdera lata
- Dysdera longirostris
- Dysdera osellai
- Dysdera pectinata
- Dysdera punctata
- Dysdera richteri
- Dysdera westringi
- Dysderocrates egregius
- Harpactea abantia
- Harpactea alexandrae
- Harpactea apollinea
- Harpactea asparuhi
- Harpactea babori
- Harpactea bulgarica
- Harpactea deltshevi
- Harpactea doblikae
- Harpactea hombergi
- Harpactea konradi
- Harpactea krumi
- Harpactea kubrati
- Harpactea lazarovi
- Harpactea lepida
- Harpactea mentor
- Harpactea petrovi
- Harpactea popovi
- Harpactea rubicunda
- Harpactea saeva
- Harpactea samuili
- Harpactea simovi
- Harpactea srednagora
- Harpactea stoevi
- Harpactea strandjica
- Harpactea sturanyi
- Harpactea terveli

### Krzyżakowate(Araneidae)
Z Bułgarii wykazano:

- Aculepeira armida – kołyśnik wzorzysty
- Aculepeira ceropegia – kołyśnik wielobarwny
- Aculepeira talishia
- Agalenatea redii – krzyżaczek ugorowy
- Araneus alsine – krzyżak pomarańczowy
- Araneus angulatus – krzyżak rogaty
- Araneus circe
- Araneus diadematus – krzyżak ogrodowy
- Araneus grossus
- Araneus marmoreus – krzyżak dwubarwny
- Araneus nordmanni
- Araneus quadratus – krzyżak łąkowy
- Araneus saevus
- Araneus sturmi – krzyżak sieciowy
- Araneus triguttatus – krzyżak czarowny
- Araniella alpica
- Araniella cucurbitina – nalistnik zielony
- Araniella displicata – nalistnik czerwieniejący
- Araniella inconspicua
- Araniella opisthographa
- Araniella proxima
- Argiope bruennichi – tygrzyk paskowany
- Argiope lobata – tygrzyk płatowiec
- Cercidia prominens – ściółek nieparek
- Cyclosa algerica
- Cyclosa conica – kołosz stożkowaty
- Cyclosa oculata – kołosz guzkowaty
- Cyclosa sierrae
- Gibbaranea bituberculata
- Gibbaranea gibbosa
- Gibbaranea omoeda
- Gibbaranea ullrichi
- Glyptogona sextuberculata
- Hypsosinga albovittata
- Hypsosinga heri
- Hypsosinga pygmaea
- Hypsosinga sanguinea
- Larinioides cornutus – krzyżak nadwodny
- Larinioides ixobolus – krzyżak mostowy
- Larinioides patagiatus – krzyżak bursztynowy
- Larinioides sclopetarius – krzyżak gromadny
- Larinioides suspicax – krzyżak trzcinniczek
- Leviellus stroemi
- Leviellus thorelli
- Mangora acalypha
- Neoscona adianta – potul kłosowiec
- Neoscona byzanthina
- Neoscona subfusca
- Nuctenea silvicultrix
- Nuctenea umbratica – kołosz szczelinowy
- Singa hamata – rośliniowiec
- Singa lucina
- Singa nitidula
- Zilla diodia
- Zygiella atrica
- Zygiella montana
- Zygiella keyserlingi
- Zygiella x-notata – liścianek sektornik

### Kwadratnikowate(Tetragnathidae)
Z Bułgarii wykazano:
- Meta bourneti
- Meta menardi – sieciarz jaskiniowy
- Metellina mengei – czaik wiosenny
- Metellina merianae – czaik jaskiniowy
- Metellina segmentata – czaik jesienny
- Pachygnatha clercki – gruboszczękowiec większy
- Pachygnatha clerckoides
- Pachygnatha degeeri
- Pachygnatha listerii – gruboszczękowiec pękaty
- Tetragnatha dearmata – kwadratnik borealny
- Tetragnatha extensa – kwadratnik trzcinowy
- Tetragnatha montana – kwadratnik długonogi
- Tetragnatha nigrita – kwadratnik ciemny
- Tetragnatha nitens
- Tetragnatha obtusa – kwadratnik pałąkowaty
- Tetragnatha pinicola – kwadratnik perłowy
- Tetragnatha reimoseri
- Tetragnatha shoshone
- Tetragnatha striata

### Lejkowcowate(Agelenidae)
Z Bułgarii wykazano:
- Agelena labyrinthica – lejkowiec labiryntowy
- Agelena oreintalis
- Allagelena gracilens
- Coelotes atropos
- Coelotes terrestris – norosz ziemny
- Eratigena agrestis – kątnik wiejski
- Eratigena atrica – kątnik większy
- Eratigena picta
- Histopona breviemboli
- Histopona laeta
- Histopona luxurians
- Histopona torpida
- Histopona tranteevi
- Inermocoelotes brevispinus
- Inermocoelotes deltshevi
- Inermocoelotes drenskii
- Inermocoelotes falciger
- Inermocoelotes inermis
- Inermocoelotes jurinitschi
- Inermocoelotes karlinskii
- Inermocoelotes kulczynskii
- Inermocoelotes microlepidus
- Inermocoelotes xinpingwangi
- Lycosoides coarctata
- Maimuna vestita
- Tegenaria argaeica
- Tegenaria bozhkovi
- Tegenaria campestris – kątnik polny
- Tegenaria dalmatica
- Tegenaria domestica – kątnik domowy (kątnik domowy mniejszy)
- Tegenaria euxinica
- Tegenaria faniapollinis
- Tegenaria ferruginea – kątnik rdzawy
- Tegenaria hasperi
- Tegenaria montana
- Tegenaria pagana
- Tegenaria parietina – kątnik ścienny
- Tegenaria regispyrrhi
- Tegenaria rilaensis
- Tegenaria silvestris – kątnik leśny
- Textrix caudata
- Textrix chyzeri
- Textrix denticulata
- Urocoras longispina

### Lenikowate(Zodariidae)
Z Bułgarii wykazano:
- Zodarion aculeatum
- Zodarion blagoevi
- Zodarion frenatum
- Zodarion hauseri
- Zodarion imroz
- Zodarion morosum
- Zodarion ohridense
- Zodarion pirini
- Zodarion rubidum
- Zodarion thoni
- Zodarion turcicum
- Zodarion weissi
- Zodarion zorba

### Leptonetidae
Z Bułgarii wykazano:
- Cataleptoneta detriticola
- Protoleptoneta beroni
- Protoleptoneta bulgarica

### Motaczowate(Anyphaenidae)
Z Bułgarii wykazano:
- Anyphaena accentuata
- Anyphaena sabina

### Mysmenidae
Z Bułgarii wykazano:
- Microdipoena jobi

### Nasosznikowate(Pholcidae)
Z Bułgarii wykazano:
- Holocnemus pluchei
- Hoplopholcus forskali
- Hoplopholcus trakyaensis
- Pholcus crassipalpis
- Pholcus opilionoides – nasosznik drobny
- Pholcus phalangioides – nasosznik trzęś
- Pholcus ponticus
- Psilochorus simoni
- Spermophora senoculata

### Naśladownikowate(Mimetidae)
Z Bułgarii wykazano:
- Ero aphana – guzoń garbusek
- Ero cambridgei
- Ero furcata – guzoń pajęczarz
- Ero koreana
- Ero tuberculata
- Mimetus laevigatus

### Obniżowate(Liocranidae)
Z Bułgarii wykazano:
- Agraecina lineata
- Agroeca brunnea – knapiatek brązowy
- Agroeca cuprea
- Agroeca lusatica
- Agroeca proxima
- Apostenus fuscus
- Liocranoeca spasskyi
- Liocranoeca striata
- Liocranum rupicola
- Mesiotelus scopensis
- Mesiotelus tenuissimus
- Sagana rutilans
- Scotina celans
- Sestakovaia annulipes

### Oecobiidae
Z Bułgarii wykazano:
- Oecobius maculatus
- Uroctea durandi

### Omatnikowate(Theridiidae)
Z Bułgarii wykazano:

- Anelosimus vittatus
- Asagena meridionalis
- Asagena phalerata
- Crustulina guttata – darniowiec plamiak
- Crustulina scabripes
- Crustulina sticta
- Cryptachaea riparia
- Dipoena braccata
- Dipoena croatica
- Dipoena erythropus
- Dipoena melanogaster
- Dipoena nigroreticulata
- Dipoena torva
- Enoplognatha afrodite
- Enoplognatha bryjai
- Enoplognatha latimana
- Enoplognatha mandibularis
- Enoplognatha mordax
- Enoplognatha oelandica
- Enoplognatha ovata – zawijak żółtawy
- Enoplognatha penelope
- Enoplognatha quadripunctata
- Enoplognatha thoracica – zawijak osnuwikowaty
- Episinus angulatus
- Episinus maculipes
- Episinus truncatus
- Euryopis episinoides
- Euryopis flavomaculata
- Euryopis laeta
- Euryopis margaritata
- Euryopis quinqueguttata
- Euryopis saukea
- Euryopis sexalbomaculata
- Heterotheridion nigrovariegatum
- Kochiura aulica
- Lasaeola convexa
- Lasaeola coracina – mrówczarz żółtorzepek
- Lasaeola prona
- Lasaeola tristis – mrówczarz czarnonogi
- Latrodectus tredecimguttatus
- Neottiura bimaculata
- Neottiura herbigrada
- Neottiura suaveolens
- Neottiura uncinata
- Ohlertidion ohlerti
- Paidiscura pallens – podlistnik blady
- Parasteatoda lunata
- Parasteatoda simulans
- Parasteatoda tabulata
- Parasteatoda tepidariorum
- Pholcomma gibbum
- Phycosoma inornatum
- Phylloneta impressa – omatnik kulisty
- Phylloneta sisyphia – omatnik łąkowy
- Platnickina tincta
- Robertus arundineti
- Robertus frivaldszkyi
- Robertus lividus
- Robertus mediterraneus
- Robertus neglectus
- Robertus scoticus
- Rugathodes bellicosus
- Rugathodes instabilis
- Sardinidion blackwalli
- Simitidion simile
- Steatoda albomaculata – zyzuś plamisty
- Steatoda bipunctata – zyzuś tłuścioch
- Steatoda castanea
- Steatoda grossa
- Steatoda paykulliana
- Steatoda triangulosa
- Theridion adrianopoli
- Theridion betteni
- Theridion boesenbergi
- Theridion cinereum
- Theridion hemerobium
- Theridion melanurum
- Theridion mystaceum – omatnik wnękowiec
- Theridion petraeum
- Theridion pictum – omatnik troskliwy
- Theridion pinastri – omatnik ceglasty
- Theridion varians – omatnik zmienny

### Oonopidae
Z Bułgarii wykazano:
- Oonops pulcher
- Orchestina pavesii
- Silhouettella loricatula
- Tapinesthis inermis

### Osnuwikowate(Linyphiidae)
Z Bułgarii wykazano:

- Abacoproeces saltuum
- Acartauchenius scurrilis
- Agyneta affinis
- Agyneta cauta
- Agyneta equestris
- Agyneta fuscipalpus
- Agyneta gulosa
- Agyneta mollis
- Agyneta punctata
- Agyneta ramosa
- Agyneta rurestris
- Agyneta simplicitarsis
- Anguliphantes angulipalpis
- Antrohyphantes balcanicus
- Antrohyphantes rhodopensis
- Antrohyphantes sophianus
- Araeoncus anguineus
- Araeoncus clivifrons
- Araeoncus crassiceps
- Araeoncus humilis
- Araeoncus tauricus
- Archaraeoncus prospiciens
- Bathyphantes gracilis
- Bathyphantes nigrinus
- Bolyphantes alticeps
- Bolyphantes kolosvaryi
- Bolyphantes luteolus
- Canariphantes nanus
- Caviphantes dobrogicus
- Centromerita bicolor
- Centromerus acutidentatus
- Centromerus brevipalpus
- Centromerus bulgarianus
- Centromerus cavernarum
- Centromerus incilium
- Centromerus lakatnikensis
- Centromerus milleri
- Centromerus pabulator
- Centromerus prudens
- Centromerus semiater
- Centromerus serratus
- Centromerus silvicola
- Centromerus sylvaticus
- Centromerus valkanovi
- Ceratinella brevipes
- Ceratinella brevis
- Ceratinella major
- Ceratinella scabrosa
- Ceratinella wideri
- Cinetata gradata
- Cresmatoneta mutinensis
- Crosbyarachne silvestris
- Dicymbium brevisetosum
- Dicymbium nigrum
- Dicymbium tibiale
- Diplocephalus altimontanus
- Diplocephalus crassilobus
- Diplocephalus cristatus
- Diplocephalus graecus
- Diplocephalus latifrons
- Diplocephalus permixtus
- Diplocephalus picinus
- Diplocephalus protuberans
- Diplostyla concolor
- Dismodicus bifrons
- Dismodicus elevatus
- Donacochara speciosa
- Drapetisca socialis
- Drepanotylus pirinicus
- Entelecara acuminata
- Entelecara congenera
- Entelecara media
- Erigone atra – plądrak czarny
- Erigone dentipalpis
- Erigone dentosa
- Erigone longipalpis pirini
- Erigonella hiemalis
- Erigonella subelevata
- Erigonoplus simplex
- Erigonoplus spinifemuralis
- Evansia merens
- Floronia bucculenta
- Frontinellina frutetorum
- Gnathonarium dentatum
- Gonatium hilare
- Gonatium nemorivagum
- Gonatium orientale
- Gonatium paradoxum
- Gonatium rubellum
- Gonatium rubens
- Gongylidiellum latebricola
- Gongylidiellum murcidum
- Gongylidium rufipes
- Halorates reprobus
- Hilaira excisa
- Hylyphantes graminicola
- Hypomma cornutum
- Hypomma fulvum
- Improphantes decolor
- Improphantes improbulus
- Incestophantes annulatus
- Incestophantes crucifer
- Ipa keyserlingi
- Ipa terrenus
- Kratochviliella bicapitata
- Labulla thoracica
- Lasiargus hirsutus
- Lepthyphantes centromeroides
- Lepthyphantes leprosus
- Leptorhoptrum robustum
- Leptothrix hardyi
- Lessertia dentichelis
- Linyphia hortensis – osnuwik zaroślowy
- Linyphia tenuipalpis
- Linyphia triangularis – osnuwik pospolity
- Macrargus carpenteri
- Macrargus rufus
- Mansuphantes mansuetus
- Mansuphantes rectilamellus
- Maso gallicus
- Maso sundevalli
- Mecopisthes peusi
- Mecynargus paetulus
- Megalepthyphantes collinus
- Megalepthyphantes nebulosus
- Metopobactrus orbelicus
- Micrargus apertus
- Micrargus herbigradus
- Micrargus subaequalis
- Microctenonyx subitaneus
- Microlinyphia impigra
- Microlinyphia pusilla – osnuwik łąkowy
- Microneta viaria
- Minicia marginella
- Minyriolus pusillus
- Mioxena blanda
- Moebelia penicillata
- Mughiphantes lithoclasicola
- Mughiphantes pulcher
- Nematogmus sanguinolentus
- Neriene clathrata – snówek brązowy
- Neriene emphana – snówek gałązkowiec
- Neriene furtiva
- Neriene montana – snówek okazały
- Neriene peltata – snówek świerkowiec
- Neriene radiata – snówek okrajkowy
- Nusoncus nasutus
- Obscuriphantes obscurus
- Oedothorax agrestis
- Oedothorax apicatus
- Oedothorax fuscus
- Oedothorax gibbifer
- Oedothorax gibbosus
- Oedothorax retusus
- Oreoneta montigena
- Oreonetides glacialis
- Oryphantes angulatus
- Ostearius melanopygius
- Palliduphantes alutacius
- Palliduphantes byzantinus
- Palliduphantes insignis
- Palliduphantes istrianus
- Palliduphantes pallidus
- Palliduphantes pillichi
- Palliduphantes spelaeorum
- Palliduphantes trnovensis
- Panamomops inconspicuus
- Panamomops sulcifrons
- Pelecopsis elongata – perygłowik naśnieżny
- Pelecopsis laptevi
- Pelecopsis loksai
- Pelecopsis mengei
- Pelecopsis parallela
- Pelecopsis radicicola
- Piniphantes pinicola
- Pityohyphantes phrygianus
- Pocadicnemis juncea
- Pocadicnemis pumila
- Poeciloneta variegata
- Porrhomma convexum
- Porrhomma microphthalmum
- Porrhomma microps
- Porrhomma profundum
- Porrhomma pygmaeum
- Prinerigone vagans
- Saaristoa abnormis
- Sauron rayi
- Scotargus pilosus
- Scotinotylus alpigena
- Scutpelecopsis krausi
- Scutpelecopsis loricata
- Silometopus bonessi
- Silometopus reussi
- Sintula corniger
- Sintula retroversus
- Sintula spiniger
- Staveleya pusilla
- Stemonyphantes lineatus
- Styloctetor romanus
- Syedra gracilis
- Tallusia experta
- Tallusia vindobonensis
- Tapinocyba biscissa
- Tapinocyba insecta
- Tapinocyba mitis
- Tapinocyba pallens
- Tapinopa longidens
- Tenuiphantes alacris
- Tenuiphantes cristatus
- Tenuiphantes drenskyi
- Tenuiphantes flavipes
- Tenuiphantes floriana
- Tenuiphantes jacksoni
- Tenuiphantes jacksonoides
- Tenuiphantes mengei
- Tenuiphantes tenebricola
- Tenuiphantes tenuis
- Tenuiphantes zimmermanni
- Theonina kratochvili
- Thyreosthenius biovatus
- Thyreosthenius parasiticus
- Tiso aestivus
- Tiso vagans
- Trichoncoides piscator
- Trichoncus affinis
- Trichoncus auritus
- Trichoncus hackmani
- Trichoncus saxicola
- Trichoncus vasconicus
- Trichoncyboides simoni
- Trichopterna cito
- Troglohyphantes bureschianus
- Troglohyphantes drenskii
- Troxochrus scabriculus
- Typhochrestus digitatus
- Walckenaeria acuminata – plądrownik osobliwy
- Walckenaeria alticeps
- Walckenaeria antica
- Walckenaeria capito
- Walckenaeria corniculans
- Walckenaeria cucullata
- Walckenaeria dysderoides
- Walckenaeria furcillata
- Walckenaeria kochi
- Walckenaeria mitrata
- Walckenaeria monoceros
- Walckenaeria nudipalpis
- Walckenaeria obtusa
- Walckenaeria simplex
- Walckenaeria stylifrons
- Walckenaeria vigilax
- Walckenaerianus esyunini

### Phrurolithidae
Z Bułgarii wykazano:
- Phrurolithus festivus
- Phrurolithus pullatus
- Phrurolithus szilyi

### Podkamieniakowate(Titanoecidae)
Z Bułgarii wykazano:
- Nurscia albomaculata
- Nurscia albosignata
- Titanoeca deltshevi
- Titanoeca flavicoma
- Titanoeca quadriguttata – podkamieniak czteroplamkowy
- Titanoeca schineri
- Titanoeca tristis
- Titanoeca turkmenia
- Titanoeca veteranica

### Pogońcowate(Lycosidae)
Z Bułgarii wykazano:

- Acantholycosa lignaria – pogoniec cętkonogi
- Alopecosa aculeata – wilkosz pręgowiec
- Alopecosa albofasciata
- Alopecosa cuneata – wilkosz grubonogi
- Alopecosa cursor
- Alopecosa etrusca
- Alopecosa fabrilis – wilkosz wydmowiec
- Alopecosa farinosa
- Alopecosa inquilina
- Alopecosa pentheri
- Alopecosa pinetorum
- Alopecosa pulverulenta – wilkosz włóczykij
- Alopecosa schmidti – wilkosz sucholub
- Alopecosa solitaria
- Alopecosa striatipes
- Alopecosa sulzeri
- Alopecosa taeniata
- Alopecosa taeniopus
- Alopecosa trabalis – wilkosz lancetnik
- Arctosa cinerea – wymyk szarawy
- Arctosa figurata
- Arctosa leopardus – wymyk lamparci
- Arctosa lutetiana
- Arctosa maculata – wymyk kamiennik
- Arctosa perita – wymyk piaskowy
- Arctosa stigmosa
- Arctosa tbilisiensis
- Arctosa variana
- Aulonia albimana – aulonia sieciarka
- Geolycosa vultuosa
- Hogna radiata
- Lycosa praegrandis
- Lycosa singoriensis – tarantula ukraińska
- Pardosa agrestis
- Pardosa agricola
- Pardosa alacris
- Pardosa albatula
- Pardosa amentata – wałęsak zwyczajny
- Pardosa atomaria
- Pardosa bifasciata
- Pardosa blanda
- Pardosa consimilis
- Pardosa cribrata
- Pardosa drenskii
- Pardosa ferruginea
- Pardosa hortensis
- Pardosa incerta
- Pardosa italica
- Pardosa luctinosa
- Pardosa lugubris – wałęsak leśny
- Pardosa mixta
- Pardosa monticola
- Pardosa morosa
- Pardosa nebulosa
- Pardosa nigra
- Pardosa nigriceps
- Pardosa paludicola
- Pardosa palustris – wałęsak łąkowy
- Pardosa pontica
- Pardosa prativaga – wałęsak tygrysi
- Pardosa proxima
- Pardosa pullata
- Pardosa riparia
- Pardosa roscai
- Pardosa tasevi
- Pardosa tatarica
- Pardosa vittata
- Pirata piraticus – korsarz piratnik
- Pirata piscatorius
- Pirata tenuitarsis
- Piratula hygrophila – korsarz bagiennik
- Piratula insularis
- Piratula knorri – korsarz potokowiec
- Piratula latitans – korsarz malutki
- Trabea paradoxa
- Trochosa hispanica
- Trochosa robusta – krzeczek smużnik
- Trochosa ruricola – krzeczek polny
- Trochosa terricola – krzeczek naziemnik
- Xerolycosa miniata – pogoniec łowczak
- Xerolycosa nemoralis – pogoniec lesiec

### Poskoczowate(Eresidae)
Z Bułgarii wykazano:
- Eresus kollari – poskocz krasny
- Eresus moravicus
- Eresus walckenaeri

### Rozsnuwaczowate(Scytodidae)
Z Bułgarii wykazano:
- Scytodes thoracica – rozsnuwacz plujący

### Sidliszowate(Amaurobiidae)
Z Bułgarii wykazano:
- Amaurobius deelemanae
- Amaurobius erberi
- Amaurobius fenestralis – sidlisz jaskiniowy
- Amaurobius ferox – sidlisz piwniczny
- Amaurobius obustus
- Amaurobius pallidus
- Amaurobius similis – sidlisz zadomek
- Amaurobius strandi
- Callobius balcanicus
- Callobius claustrarius

### Skakunowate(Salticidae)
Z Bułgarii wykazano:

- Aelurillus deltshevi
- Aelurillus v-insignitus – dryguś zmienny
- Afraflacilla epiblemoides
- Asianellus festivus – naskocz okularowy
- Attulus atricapillus
- Attulus damini
- Attulus distinguendus – skoczek wydmowy
- Attulus dzieduszyckii
- Attulus floricola – skoczek łąkowy
- Attulus inexpectus – skoczek zmoczony
- Attulus penicillatus – skoczek plamisty
- Attulus pubescens – skoczek skromny
- Attulus rupicola – skoczek reglik
- Attulus saltator – skoczek lilipuci
- Attulus terebratus – skoczek ściennik
- Ballus chalybeius – mocarek bury
- Ballus rufipes
- Carrhotus xanthogramma
- Chalcoscirtus infimus
- Chalcoscirtus nigritus
- Chalcoscirtus pseudoinfimus
- Cyrba algerina
- Dendryphantes hastatus – gałęziak srebrzyk
- Dendryphantes rudis – gałęziak wzorzysty
- Euophrys frontalis – drobnik plamowłosy
- Euophrys herbigrada
- Euophrys rufibarbis
- Evarcha arcuata – pyrgun nazielny
- Evarcha falcata – pyrgun nakrzewny
- Evarcha jucunda
- Evarcha laetabunda – pyrgun natrawny
- Heliophanus aeneus – lśniś nawapnik
- Heliophanus auratus – lśniś złocisty
- Heliophanus cupreus
- Heliophanus dampfi
- Heliophanus dubius – lśniś nadrewniak
- Heliophanus flavipes
- Heliophanus kochii
- Heliophanus lineiventris
- Heliophanus melinus
- Heliophanus patagiatus
- Heliophanus rufithorax
- Heliophanus simplex
- Heliophanus tribulosus
- Icius hamatus – smakosz gracjan
- Leptorchestes berolinensis – mrówczyn bojownik
- Leptorchestes mutilloides
- Leptorchestes sikorskii
- Macaroeris flavicomis
- Macaroeris nidicolens – sokolik uszaty
- Marpissa muscosa – rozciągnik mchuś
- Marpissa nivoyi
- Marpissa pomatia – rozciągnik pomarańczowy
- Marpissa radiata – rozciągnik natrzcinny
- Mendoza canestrinii
- Menemerus semilimbatus
- Menemerus taeniatus
- Mogrus neglectus
- Myrmarachne formicaria – mrówczynka
- Neon levis
- Neon pictus
- Neon rayi
- Neon reticulatus – neonek mszarek
- Pellenes allegrii
- Pellenes arciger
- Pellenes brevis
- Pellenes diagonalis
- Pellenes geniculatus
- Pellenes nigrociliatus – krzyżnik czarnowłosy
- Pellenes seriatus
- Pellenes tripunctatus – krzyżnik tanecznik
- Philaeus chrysops – strojniś nadobny
- Phintella castriesiana
- Phlegra bresnieri
- Phlegra cinereofasciata
- Phlegra fasciata – sekutnica pasiasta
- Pseudeuophrys erratica – drobnik krętowłosy
- Pseudeuophrys lanigera – drobnik wełnistowłosy
- Pseudeuophrys obsoleta
- Pseudeuophrys vafra
- Pseudicius badius
- Pseudicius encarpatus – gorguś kruszczowy
- Pseudicius kulczynskii
- Pseudicius picaceus
- Saitis barbipes
- Saitis graecus
- Saitis tauricus
- Salticus cingulatus – skakun srebrzysty
- Salticus confusus
- Salticus mutabilis
- Salticus scenicus – skakun arlekinowy
- Salticus unicolor
- Salticus zebraneus – skakun zebra
- Sibianor aurocinctus – wełniak krwawonogi
- Sittisax saxicola – skoczek rudzik
- Synageles dalmaticus
- Synageles hilarulus
- Synageles venator – mróweczka myśliwy
- Talavera aequipes – drobnik malutki
- Talavera aperta
- Talavera logunovi
- Talavera monticola
- Talavera petrensis – włochacz wrzosowiskowy
- Yllenus arenarius – wydmowiec piaskowy
- Yllenus horvathi

### Spachaczowate(Sparassidae)
Z Bułgarii wykazano:
- Micrommata ligurina
- Micrommata virescens – spachacz zielonawy
- Olios argelasius

### Synaphridae
Z Bułgarii wykazano:
- Synaphris lehtineni

### Ślizgunowate(Philodromidae)
Z Bułgarii wykazano:
- Philodromus albidus – ślizgun bladonogi
- Philodromus aureolus – ślizgun złocony
- Philodromus buxi
- Philodromus cespitum
- Philodromus collinus – ślizgun kolconogi
- Philodromus dispar – ślizgun nieparek
- Philodromus emarginatus
- Philodromus fuscomarginatus
- Philodromus longipalpis
- Philodromus margaritatus
- Philodromus marmoratus
- Philodromus monitae
- Philodromus pinetorum
- Philodromus poecilus
- Philodromus praedatus
- Philodromus rufus
- Philodromus splendens
- Philodromus vagulus
- Pulchellodromus glaucinus
- Pulchellodromus pulchellus
- Pulchellodromus ruficapillus
- Rhysodromus fallax
- Rhysodromus histrio
- Thanatus arenarius – śmiertek piaskowy
- Thanatus atratus
- Thanatus flavidus
- Thanatus formicinus – śmiertek mrówczyn
- Thanatus imbecillus
- Thanatus lineatipes
- Thanatus meronensis
- Thanatus oblongiusculus
- Thanatus pictus
- Thanatus sabulosus – śmiertek leśnostepowy
- Thanatus striatus
- Thanatus vulgaris
- Tibellus macellus
- Tibellus maritimus – podłużnik piegowaty
- Tibellus oblongus – podłużnik długonogi

### Śpiesznikowate(Oxyopidae)
Z Bułgarii wykazano:
- Oxyopes globifer
- Oxyopes heterophthalmus
- Oxyopes lineatus
- Oxyopes nigripalpis
- Oxyopes ramosus

### Tkańcowate(Nesticidae)
Z Bułgarii wykazano:
- Kryptonesticus beroni
- Kryptonesticus eremita
- Nesticus cellulanus

### Topikowate(Cybaeidae)
Z Bułgarii wykazano:
- Cryphoeca pirini
- Cryphoeca silvicola
- Cybaeus angustiarum
- Cybaeus balkanus
- Tuberta maerens

### Trachelidae
Z Bułgarii wykazano:
- Cetonana laticeps
- Metatrachelas rayi
- Paratrachelas maculatus
- Trachelas minor

### Trawnikowcowate(Miturgidae)
Z Bułgarii wykazano:
- Zora armillata
- Zora manicata
- Zora nemoralis – trawnikowiec tropiciel
- Zora parallela
- Zora pardalis
- Zora silvestris
- Zora spinimana – trawnikowiec pospolity

### Ukośnikowate(Thomisidae)
Z Bułgarii wykazano:

- Bassaniodes caperatus
- Bassaniodes graecus
- Bassaniodes robustus – bokochód brzuchacz
- Bassaniodes tenebrosus
- Coriarachne depressa – zakorowiec płaski
- Cozyptila blackwalli – lilipsot skrytek
- Cozyptila nigristernum
- Diaea dorsata
- Diaea livens
- Ebrechtella tricuspidata
- Heriaeus graminicola – szkarlik zielony
- Heriaeus hirtus
- Heriaeus oblongus – szkarlik stepowiec
- Heriaeus setiger
- Heriaeus simoni
- Heriaeus zhalosni
- Misumena vatia – kwietnik biały
- Monaeses israeliensis
- Monaeses paradoxus
- Ozyptila atomaria
- Ozyptila balcanica
- Ozyptila brevipes
- Ozyptila claveata
- Ozyptila confluens
- Ozyptila conostyla
- Ozyptila gertschi
- Ozyptila praticola
- Ozyptila pullata
- Ozyptila rauda
- Ozyptila sanctuaria
- Ozyptila scabricula
- Ozyptila simplex
- Ozyptila trux
- Ozyptila tuberosa
- Pistius truncatus – szpecik tępy
- Psammitis bonneti
- Psammitis marmorata
- Psammitis ninnii
- Psammitis sabulosa
- Runcinia grammica
- Spiracme striatipes – bokochód niepasek
- Synema anatolicum
- Synema globosum
- Synema plorator
- Thomisus onustus
- Tmarus piger
- Tmarus piochardi
- Tmarus stellio
- Xysticus abditus
- Xysticus acerbus
- Xysticus audax – bokochód śmiały
- Xysticus bifasciatus
- Xysticus cor
- Xysticus cristatus – bokochód grzebieniasty
- Xysticus desidiosus
- Xysticus erraticus
- Xysticus gallicus
- Xysticus kaznakovi
- Xysticus kempeleni
- Xysticus kochi – bokochód kroczeń
- Xysticus laetus
- Xysticus lanio – bokochód boczeń
- Xysticus lineatus
- Xysticus luctator
- Xysticus luctuosus
- Xysticus macedonicus
- Xysticus nubilus
- Xysticus pseudolanio
- Xysticus thessalicus
- Xysticus ulmi – bokochód pospolity

### Worczakowate(Gnaphosidae)
Z Bułgarii wykazano:

- Aphantaulax cincta
- Aphantaulax trifasciata
- Berlandina cinerea – skalnicowiec popielaty
- Berlandina nubivaga
- Callilepis cretica
- Callilepis nocturna – gładnik
- Callilepis schuszteri
- Civizelotes caucasius
- Civizelotes gracilis
- Civizelotes pygmaeus
- Civizelotes solstitialis
- Cryptodrassus hungaricus
- Drassodes caspius
- Drassodes cupreus
- Drassodes lapidosus – knap podkamiennik
- Drassodes lutescens
- Drassodes pubescens
- Drassyllus lutetianus
- Drassyllus praeficus
- Drassyllus pumilus
- Drassyllus pusillus
- Drassyllus villicus
- Echemus angustifrons
- Gnaphosa badia
- Gnaphosa bicolor – worczak zakamiennik
- Gnaphosa dolanskyi
- Gnaphosa dolosa
- Gnaphosa leporina
- Gnaphosa lucifuga – worczak zagnietek
- Gnaphosa lugubris
- Gnaphosa microps
- Gnaphosa moesta
- Gnaphosa montana
- Gnaphosa muscorum
- Gnaphosa opaca
- Gnaphosa rhenana
- Gnaphosa rufula
- Gnaphosa taurica
- Haplodrassus aenus
- Haplodrassus bohemicus
- Haplodrassus cognatus
- Haplodrassus dalmatensis
- Haplodrassus kulczynskii
- Haplodrassus minor
- Haplodrassus orientalis
- Haplodrassus signifer
- Haplodrassus silvestris
- Haplodrassus umbratilis
- Kishidaia conspicua – upstrzyn
- Leptodrassus albidus
- Leptodrassus femineus
- Leptopilos memorialis
- Marinarozelotes barbatus
- Marinarozelotes kulczynskii
- Marinarozelotes malkini
- Micaria aenea
- Micaria albovittata
- Micaria coarctata
- Micaria dives
- Micaria formicaria – kraśniak mrówkowaty
- Micaria fulgens – kraśniak lśniący
- Micaria funerea
- Micaria guttulata
- Micaria micans – kraśniak lampasowy
- Micaria pallipes
- Micaria pulicaria – kraśniak czarniawy
- Micaria rossica
- Micaria silesiaca
- Micaria sociabilis
- Micaria subopaca – kraśniak nadrzewny
- Nomisia aussereri
- Nomisia exornata
- Nomisia ripariensis
- Phaeocedus braccatus – kwintek znaczyn
- Poecilochroa variana
- Scotophaeus blackwalli
- Scotophaeus peninsularis
- Scotophaeus quadripunctatus – pokaz srebrzysty
- Scotophaeus scutulatus – pokaz rubinowy
- Sernokorba tescorum
- Setaphis carmeli
- Sosticus loricatus
- Trachyzelotes pedestris – napas rdzawostopy
- Turkozelotes mccowani
- Urozelotes rusticus
- Zelotes aeneus
- Zelotes apricorum
- Zelotes atrocaeruleus
- Zelotes aurantiacus
- Zelotes balcanicus
- Zelotes boluensis
- Zelotes callidus
- Zelotes cingarus
- Zelotes clivicola
- Zelotes electus
- Zelotes erebeus
- Zelotes eugenei
- Zelotes exiguus
- Zelotes fulvaster
- Zelotes harmeron
- Zelotes hermani
- Zelotes latreillei
- Zelotes longipes
- Zelotes oblongus
- Zelotes olympi
- Zelotes petrensis
- Zelotes segrex
- Zelotes similis
- Zelotes strandi
- Zelotes subterraneus – skalnik wszędobylski
- Zelotes tenuis
- Zelotes vespertinus
- Zelotes zellensis

### Zbrojnikowate(Cheiracanthiidae)
Z Bułgarii wykazano:
- Cheiracanthium elegans
- Cheiracanthium erraticum – kolczak trawny
- Cheiracanthium macedonicum
- Cheiracanthium margaritae
- Cheiracanthium mildei
- Cheiracanthium montanum
- Cheiracanthium oncognathum
- Cheiracanthium pelasgicum
- Cheiracanthium pennyi
- Cheiracanthium punctorium – kolczak zbrojny
- Cheiracanthium seidlitzi
- Cheiracanthium virescens

### Zoropsidae
Z Bułgarii wykazano:
- Zoropsis lutea
- Zoropsis spinimana